# متلازمة سي واي إل دي الجلدية
تشير متلازمة سي واي إل دي الجلدية إلى ثلاثة أنماط موروثة ونادرة من أورام ملحقات الجلد: الورم الشعري الظهاري العائلي المتعدد، متلازمة بروك شبيغلر، داء الأورام الأسطوانية العائلي. تتألف أورام الملحقات الجلدية من مجموعة كبيرة من أورام الجلد المكونة من أنسجة متمايزة (نضجت من خلايا جذعية) لتصبح واحدة من أربع بنى أساسية تشكل ملحقات الجلد في الجلد السليم: بصيلات الشعر، الغدد العرقية الزهمية (الغدد الدهنية)، الغدد العرقية المُفرِزة، الغدد العرقية المُفترَزة. أورام متلازمة سي واي إل دي الجلدية هي أورام تنشأ من بُصيلات الشعر.
يحمل الأشخاص المصابون بالأورام الجلدية لهذه المتلازمة طفرة في واحد من أليلي جين سي واي إل دي وتكون الطفرة موجودة في الخلايا الجرمية (تسمى أيضًا الخلايا العرسية أو الجنسية) التي شكلت الكائن الحي. تنمو لدى هؤلاء الأشخاص أورام متعددة تنشأ في مجموعات وتكون من أحد أنماط الأورام الثلاثة (الورم الشعري الظهاري العائلي المتعدد، ورم بروك شبيغلر، الأورام الأسطوانية العائلية) أو من أكثر من نمط، وتختلف عن بعضها تبعًا لموقعها وتنظيمها ومظهرها المجهري. قد تكون لدى الأشخاص من عائلة واحدة أورام من نمط واحد. لا يتأثر مآل المرض باختلاف النمط الظاهري لدى المصابين. قدم راجان وآخرون في 2009 تسمية «متلازمة سي واي إل دي الجلدية» للتعبير عن أورام بصيلات الشعر من الأنماط المترافقة بطفرة سي واي إل دي الموروثة.
يعاني الأفراد المصابون بمتلازمة سي واي إل دي الجلدية من ظهور أورام جلدية حميدة (غير سرطانية) بأعداد متزايدة تبدأ في مرحلة الشباب وتستمر خلال حياتهم. ويصابون في حالات نادرة بأورام خبيثة (سرطانية) تنشأ في حالات كثيرة من الأورام الحميدة. تُعالج الأورام التي تسبب أعراضًا غير مُحتملة أو تشوهات شديدة أو تكون خبيثة عن طريق الاستئصال الجراحي، بالإضافة إلى العلاج الشعاعي في حالات الخباثة (الورم السرطاني) أو مراعاةً لاعتبارات طبية أخرى. يمكن استخدام العلاج الشعاعي وحده في الأورام التي لا يمكن استئصالها جراحيًا. يجب على جميع المصابين بمتلازمة سي واي إل دي الجلدية إجراء فحوصات متابعة روتينية سنوية أو أكثر تكرارًا لكشف الأورام الخبيثة في حال حدوثها. ويجب تقديم استشارة جينية تفصيلية للأفراد المصابين وأفراد أسرهم المقربين. يجب إجراء الأبحاث لإيجاد أفضل العلاجات المناسبة لهذه الأورام، بما في ذلك الأدوية.

## المظهر السريري
يكون لدى الأفراد المصابين بمتلازمة سي واي إل دي الجلدية عادة تاريخ عائلي لهذا المرض وتظهر لديهم أورام متعددة حميدة (أكثر من 100 في بعض من الحالات) تنشأ من بصيلات الشعر في فروة الرأس والجذع. تبدأ الأورام في فترة البلوغ وتكثر تدريجيًا في فترة الشباب وقد تظهر لدى الأطفال بدءًا من عمر سنة واحدة. في الحالات الشديدة، تكون الأورام مشوِهة للغاية، وتمتد على معظم فروة الرأس والوجه و/أو مواقع أخرى تحمل الشعر مثل منطقة العانة، ونادرًا ما تكون خبيثة وقد تنتقل إلى مواقع غير جلدية. قد تظهر أيضًا دُخَينات، وهي بقع بيضاء جلدية صغيرة غير ملحوظة ناتجة عن انسداد الغدد العرقية المفرزة، وقد تكون أحيانًا العلامة الوحيدة على إصابة الفرد. قد يصاب الأفراد الحاملين لهذه الدخينات بأورام لاحقًا في الحياة وقد ينجبون أطفالًا مصابين بالمرض الكامل. ترتبط مظاهر المرض بالمظهر النسيجي المرضي المجهري. أي أن الأورام قد تشبه الأورام الأسطوانية غير العائلية وأورام الغدة العرقية والأورام الظهارية الشعرية. تظهر أورام متلازمة سي واي إل دي الجلدية الشبيهة بالأورام الأسطوانية على شكل كتل عُقيدية ناعمة تكون عادة وردية اللون، وقد تكون شفافة، وقد تحتوي على أوعية دموية سطحية، وتنمو تدريجيًا على مدى سنوات، ويمكن أن يصل حجمها إلى بضعة سنتيمترات. يمكن أن يندمج اثنان أو أكثر من هذه الأورام لتكوين أورام أكبر حجمًا. تظهر أورام متلازمة سي واي إل دي الجلدية الشبيهة بأورام الغدة العرقية أيضًا على شكل كتل عُقيدية ولكنها زرقاء/ سوداء اللون ومؤلمة وسريعة النمو، ومثل الأورام الأسطوانية، يمكن أن تندمج لتكوين أورام كبيرة الحجم. يمكن أن تظهر المميزات النسيجية للأورام الشبيهة بالأورام الأسطوانية والأورام الشبيهة بأورام الغدة العرقية في ورم واحد. وتظهر الأورام الشبيهة بالورم الظهاري الشعري على شكل حطاطات صغيرة بلون البشرة توجد عادة في الجلد حول الأنف والطية الأنفية الفموية و/أو الجبهة. لدى الأفراد من أصول أوروبية، يكون حجم الحطاطات 0.3-0.4 سم، أما لدى الأفراد من أصول إفريقية أو هندية أو صينية، فقد تكون الحطاطات أكبر.
يُكشف الشكل الظهاري الشعري من أورام متلازمة سي واي إل دي الجلدية من خلال نمو أورام متعددة تشبه الورم الظهاري، بينما يتظاهر نمط بروك شبيغلر بأورام أو حطاطات تشبه الأورام الأسطوانية أو أورام الغدة العرقية أو الورم الظهاري الشعري، أما النمط الأسطواني العائلي فإنه يتظاهر عادة بحطاطات متعددة تشبه الأورام الأسطوانية. ونادرًا ما يُصاب الأفراد المصابون بمتلازمة سي واي إل دي الجلدية بأورام خبيثة تنشأ من داخل الأورام الحميدة أو قريبًا منها، وتكون هذه الخباثات نظائر خبيثة للأورام الأسطوانية وأورام الغدة العرقية والورم الظهاري الشعري، وتُسمى على التوالي سرطانة أسطوانية، وسرطانة غدية عرقية، وسرطانة الأرومات الشعرية. يشبه بعض من هذه الأورام السرطانة قاعدية الخلايا أو السرطانة الغدية، وقد تنتقل إلى أنسجة غير جلدية مثل الغدد اللعابية (سرطانة قاعدية الخلايا غدية في الغدد اللعابية) والكبد والرئتين والعظام. تحدث الأورام الخبيثة أكثر لدى كبار السن ويكون حجمها أكبر من نظيراتها الحميدة (يصل إلى 17.5 سم).
تظهر الأورام الأسطوانية غير العائلية، وأورام الغدة العرقية، والأورام الأسطوانية العرقية ونظيراتها الخبيثة على شكل ورم واحد منفرد أو، وهذا أقل حدوثًا، على هيئة أورام متعددة. هذه الأورام فُرداية (أي غير موروثة) وقد تكون خلاياها حاملة لطفرة في جين سي واي إل دي أو لا تحملها. تكون الطفرة -إن وُجدت- محصورة في خلايا الورم. ليست هذه الأورام المتفرقة من مظاهر الإصابة بمتلازمة سي واي إل دي ولا تكفي لتشخيص الإصابة بالمتلازمة.

## العلاج والمآل
متلازمة سي واي إل دي الجلدية مرض جلدي وراثي يبقى مدى الحياة ولا علاج له حاليًا. يجب فحص أفراد عائلات المصابين بالحالة لتحري وجود طفرة سي واي إل دي (كشف الجين غير الفعال). يعتبر الاختبار الجيني مهمًا للغاية في الحالات التي تظهر فيها أعراض غير حاسمة (مثل ظهور الدُخينات)، وقد يكون ضروريًا أخذ عينة من الورم عوضًا عن عينات كريات الدم البيضاء لدى الأفراد المصابين بالأنماط الفسيفسائية أو الإنترونية العميقة أو متغايرة النسخ. يجب على حَمَلة الطفرة المؤكدين تلقي استشارة وراثية تتضمن: المعلومات المتوفرة عن شدة الإصابة أو محدوديتها لدى الأفراد والعائلات والأجيال، وتخطيط الأسرة، والفحوص قبل الولادة، والفحوص قبل الزرع، وتقييم الحاجة لإجراء فحوص المتابعة. يجب على المصابين إجراء فحوصات كاملة للجلد وربما لأعضاء أخرى (كالغدد اللعابية مثلًا) سنويًا في الحالات الروتينية، وكل 2-3 أشهر في حال كان نمو الأورام سريعًا أو ظهور أورام جلدية جديدة متعددة، ويجرى فحص فوري في حال ظهرت علامات سرطانية (مثل تقرح الورم، النمو السريع جدًا، الألم، النزيف المتقطع، تغير اللون، الالتصاق بالعظم، أو في حال حدوث مشكلات مفاجئة في الأعضاء الأخرى مثل ضيق التنفس الذي قد يكشف وجود نقائل في الرئة).